# Tetrapriocera longicornis
Tetrapriocera longicornis är en skalbaggsart som först beskrevs av Olivier 1795.  Tetrapriocera longicornis ingår i släktet Tetrapriocera och familjen kapuschongbaggar. Inga underarter finns listade i Catalogue of Life.

## Bildgalleri

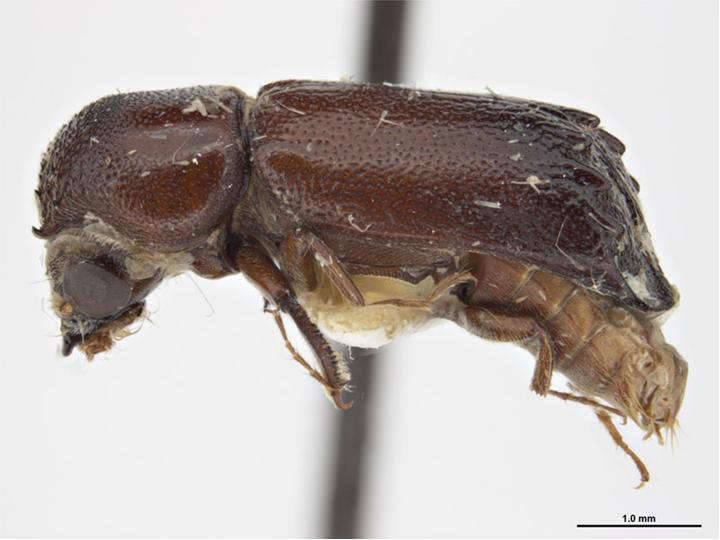